# Diana de Versalles
La Diana de Versalles, conocida también como Diana cazadora (en francés: Diane Chasseresse), Artemisa de la caza o Diana con la cierva (Diana à la Biche), es una estatua en mármol de la diosa griega Artemisa (en la mitología romana: Diana) que se encuentra en el Museo del Louvre, en París. Representa a la diosa en movimiento, con la mano izquierda descansando sobre la cornamenta de un pequeño ciervo y la derecha en su carcaj. La estatua, que tiene un tamaño ligeramente mayor al natural, es una copia romana perteneciente al siglo I o II de un original griego en bronce que se perdió. La obra original está fechada aproximadamente en 325 a. C. y pertenecía al segundo clasicismo. Su autoría se atribuyó durante mucho tiempo a Leocares, aunque también se ha propuesto a Praxíteles como el autor del bronce griego.

## Descripción

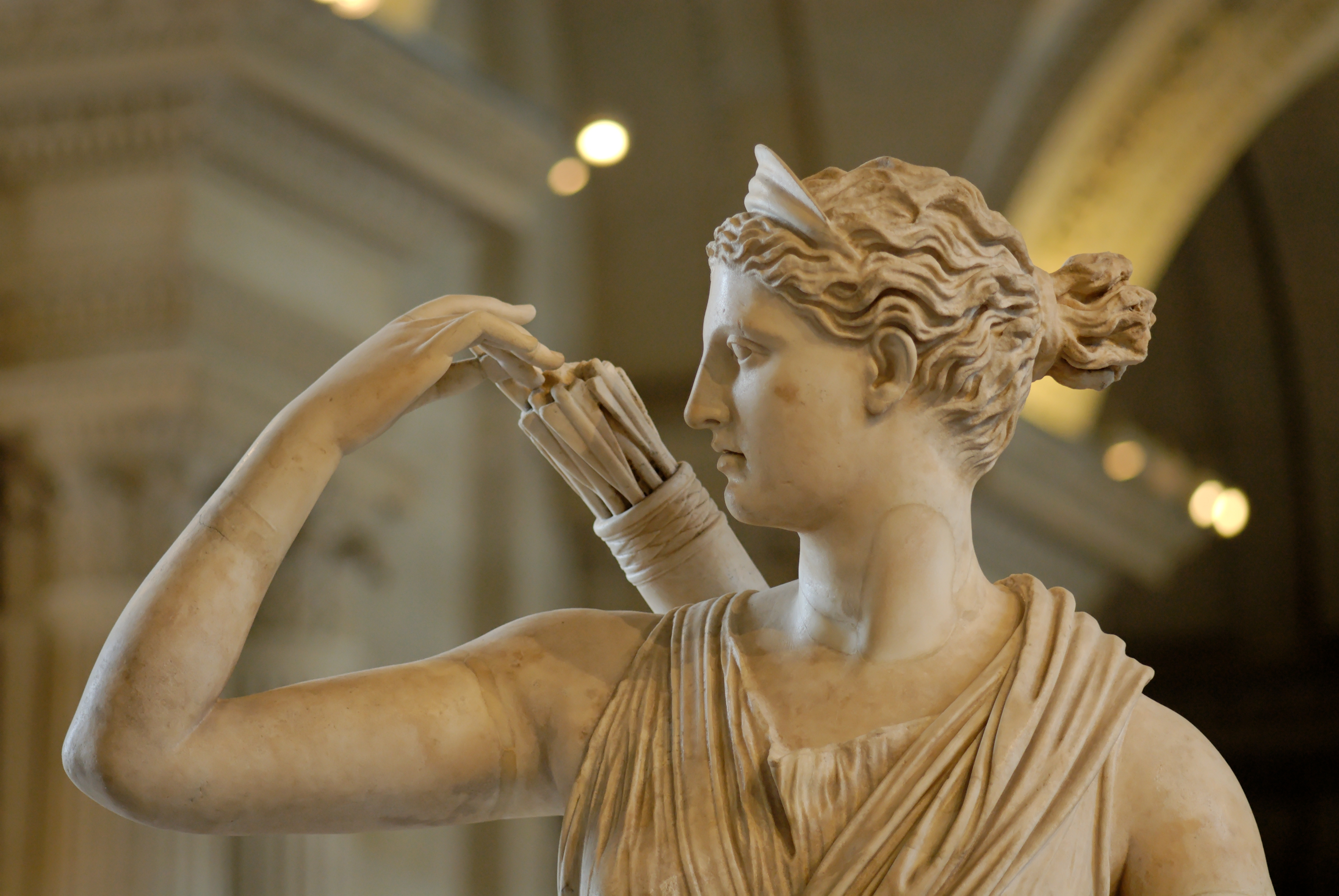
Detalle de la cabeza y del brazo derecho.

La estatua de Versalles está realizada en mármol y tiene un tamaño mayor que el natural, puesto que mide dos metros. La diosa se representa como una cazadora esbelta y masculina en movimiento, acompañada por un ciervo macho de tamaño menor que el natural, lleno de vitalidad. Mira hacia la derecha, mientras que con el brazo derecho toma una flecha de su carcaj transportada en bandolera sobre su hombro derecho. Se puede observar que la mano izquierda sostiene un arco, aunque falta parte del mismo. La desaparición del arma convierte a la imagen en un sencillo pastoral. El brazo izquierdo fue totalmente restaurado y reposa sobre la cornamenta del ciervo, que también es un añadido moderno. Así, el movimiento de los hombros, orientado hacia la derecha, es contrario al de las caderas, que están giradas hacia la izquierda, con una composición en forma de X. Un tronco de árbol sirve como soporte contra la pierna izquierda, lo cual indica que el original debió de haberse realizado en bronce.
Diana viste un quitón corto dorio, un peplo alrededor de la cintura y sandalias. Está coronada con una diadema y su cabello ondulado queda recogido en la parte trasera de la nuca. El himatión o manto pasa en bandolera por su hombro izquierdo, un detalle que se observa en la mayoría de las estatuas griegas o romanas de Artemisa.

## Historia

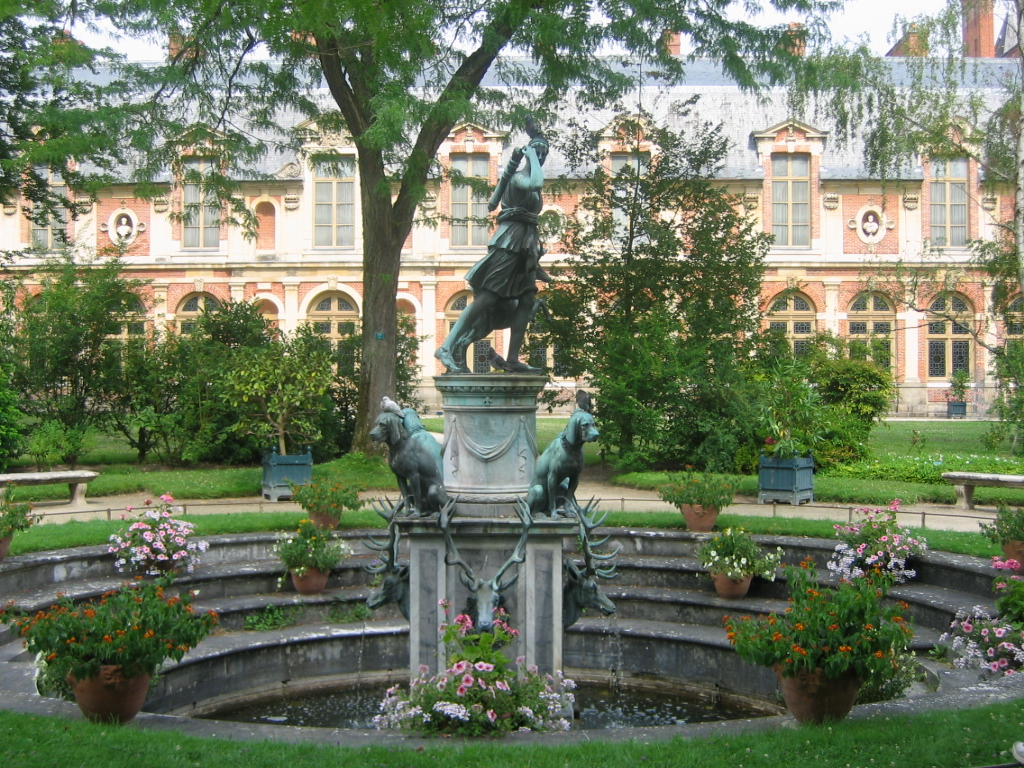
Fuente de Diana en el jardín del Palacio de Fontainebleau, copia en bronce de 1813.

La estatua de Diana de Versalles fue descubierta en Italia, según algunas fuentes en Nemi, donde existía un antiguo santuario, mientras que otros expertos sitúan su procedencia en la Villa Adriana en Tívoli. A fines de la década de 1550, el papa Pablo IV se la regaló a Enrique II de Francia, como una sutil pero inevitable alusión a la amante del rey, Diana de Poitiers. Fue instalada como pieza central en el Jardín de la Reina, al oeste de la Galería de los Ciervos, en el Palacio de Fontainebleau. Se convirtió en una de las primeras y más destacadas esculturas romanas que se vieron en Francia, pese a que sus admiradores solían confundirla con la Artemisa de Éfeso. 
En 1602, Enrique IV de Francia la trasladó al Palacio del Louvre, donde la escultura fue instalada en una sala diseñada especialmente para acogerla, la Sala de las Antigüedades (actualmente llamada Sala de las Cariátides). En su momento, su restauración corrió a cargo de Barthélemy Prieur, quien añadió además un pequeño ciervo de tamaño menor al natural, transformando así la estatua en Diana cazadora. Para reemplazarla, se colocó en Fontainebleau una réplica en bronce creada por Prieur en 1605. Se situó en lo alto de una fuente manierista de mármol ideada por el ingeniero hidráulico Tommaso Francini, con cabezas de perros de caza y ciervos de las cuales salía agua. El pedestal fue diseñado por Pierre Briard, y el conjunto se instaló en un parterre rodeado por una orangerie. En 1634, Hubert Le Sueur creó otra réplica en bronce para Carlos I de Inglaterra, el cuñado de Luis XIII.
Luis XIV de Francia instaló la escultura en la Galería de los Espejos del Palacio de Versalles, de donde recibe el nombre actual de Diana de Versalles. En 1710, Guillaume Coustou realizó una copia en mármol para el Palacio de Marly.
La estatua de Diana cazadora, considerada como una de las obras más importantes de Francia, regresó al Louvre en 1798, el año VI de la Primera República. Volvió a ser restaurada en 1802 por Bernard Lange.

## Atribución

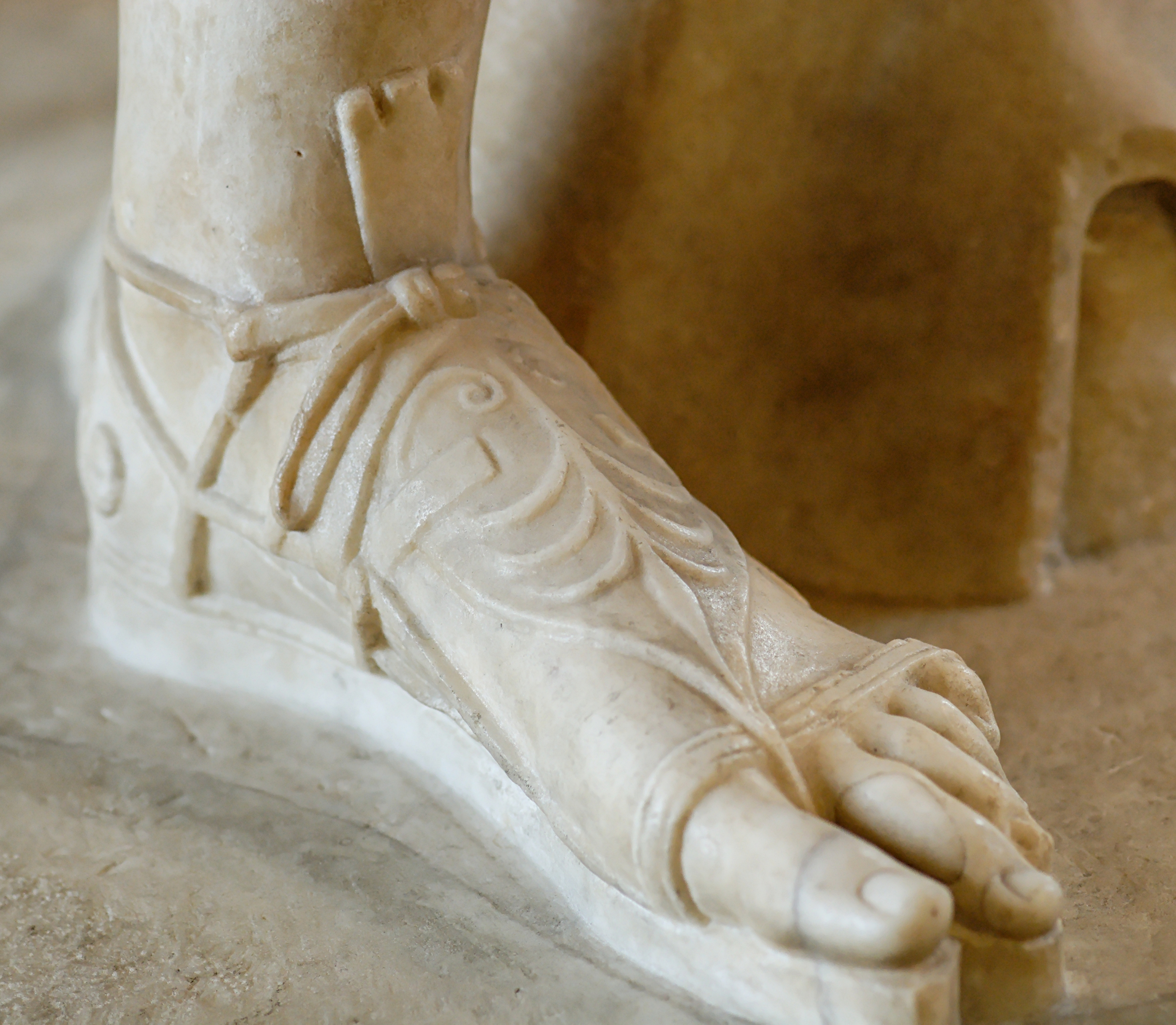
Sandalia del pie izquierdo.

El original se atribuyó durante mucho tiempo a Leocares basándose en una comparación con el Apolo de Belvedere del museo Pío-Clementino en el Vaticano, con el cual comparte su representación en movimiento y la composición en forma de X. Los estilos son igualmente análogos. La aproximación, hecha en el siglo XVII, sugirió que las dos estatuas formaban una pareja, y que podrían representar la masacre de los Nióbidas, incluso aunque ninguno de los ejemplares de la Artemisa haya sido encontrado con un Apolo, sea del tipo que sea. Sin embargo, se debe tomar con cautela la atribución del Apolo. Además, en el inventario de Leocares no se menciona ninguna Artemisa en movimiento.
Se ha propuesto más recientemente la atribución de la obra a Praxíteles, basándose en el quitón corto que viste la diosa, ya que no se trata de una vestimenta apropiada para la caza. Se trataría más bien un krokôtós (κροκωτός), es decir, el vestido color azafrán que llevaban las osas o jóvenes que prestaban servicio al culto de Artemisa en Braurón. La diadema característica que lleva la Artemisa de Versalles estaría igualmente relacionada con este culto. Sin embargo, se sabe por Pausanias que Praxíteles es el autor de una estatua de Artemisa Brauronia emplazada en la Acrópolis de Atenas. Esta se relacionaba tradicionalmente con la Artemisa de Gabios, pero la atribución de esta última a Praxíteles se ha descartado. Al igual que el escultor fue el primero en representar a Afrodita desnuda en su Afrodita de Cnido, también podría haber sido el primero a mostrar a Artemisa con un vestido corto.
La composición centrífuga característica de los inicios del período helenístico permitía datar la obra original hacia 330 a. C.Sin embargo, un estudio del dibujo de las sandalias en las esculturas de Versalles y de Leptis Magna parece que la sitúa en una época posterior al siglo II a. C., o incluso en una fecha más tardía. No obstante, no todas las estatuas de Artemisa llevan sandalias, y son siempre copias romanas de la época imperial. Por tanto, es difícil sacar una conclusión a partir de esta única teoría. Finalmente, la historiadora del arte Brunilde Sismondo Ridgway considera igualmente dudosas las atribuciones a Leocares o a Praxíteles.

## Copias y variantes

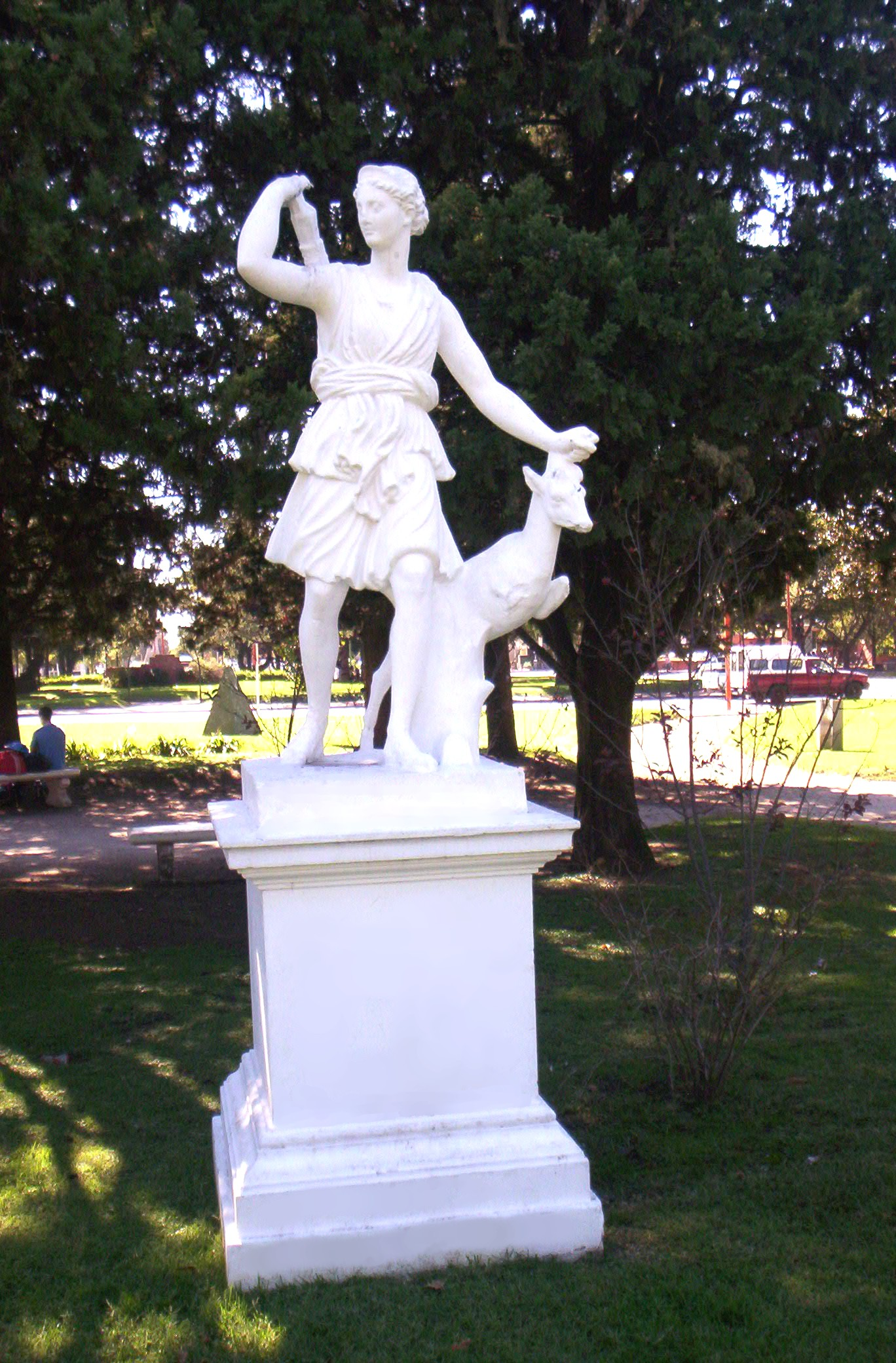
Versión de la escultura en la Plaza Italia de la ciudad de Junín, en Argentina.

Se conocen numerosas copias relacionadas con la escultura de Diana de Versalles, entre ellas un ejemplo relativamente bien conservado pertenece a la colección del Museo Arqueológico Nacional de Atenas. La diosa no lleva sandalias sino botas, y su mano derecha reposa sobre un ciervo parcialmente conservado, tras el cual corre un perro de menor tamaño. El quitón tiene restos de policromía, que indican que estuvo pintado de rojo y amarillo.  
La reproducción de Leptis Magna, (Libia) conservada en el museo de Trípoli, es muy similar a la de Versalles. La expresión general es la misma, aunque el ciervo fue reemplazado por un sabueso. Numerosas copias existentes de la escultura son más similares al ejemplar libanés que al de Versalles, lo cual explica que en ocasiones se denomine el modelo de Versalles-Leptis Magna.
Existe otra réplica proveniente de Antalya (Turquía), fechada en el siglo II, que comparte también un gran parecido con la escultura de Versalles. La diosa se muestra como una orgullosa joven que se representa corriendo. La rapidez de su movimiento hace que sus ropajes se ciñan a su cuerpo. En su espalda lleva un carcaj, y debió de sujetar un arco y una flecha que actualmente han desaparecido. El estilo y la postura de la figura recuerdan a la Artemisa de Versalles.
Con ocasión de la restauración de la Galería de los Espejos del Palacio de Versalles entre 2004 y 2007, una reproducción en mármol fue restaurada y se volvió a ubicar en su lugar de origen.
Una réplica en miniatura de la estatua se encontraba sobre la repisa de la chimenea en el salón de primera clase del Titanic. En 1986, Robert Ballard descubrió y fotografió la estatua en el fondo del mar cerca de la sección de proa del naufragio. En 2024, la estatua fue localizada y fotografiada nuevamente.

## Galería de imágenes
|                                                                                              |
| Copia de la estatua de Diana de Versalles, Museo Arqueológico Nacional de Atenas, Inv. 3567. |

| |
| Artemisa de Gabios, época imperial romana bajo el reinado de Tiberio (14-37). Descubierta por Gavin Hamilton en 1792 en Gabios, Italia. |

|                                                      |
| Diana cazadora, siglo II, Museo de Antalya, Turquía. |

|                                                                                                   |
| Diana de Versalles, copia antigua repuesta en la Galería de los Espejos del Palacio de Versalles. |

|                                              |
| Estatua de Diana cazadora, Museos Vaticanos. |

| |
| Diana descubierta por Gavin Hamilton en 1792 y vendida a Luis I de Baviera (Gliptoteca de Múnich). |

| |
| Diana Cazadora, interpretación y versión diferente a la tradicional, réplica en piedra de la original de Manuel Laviada en Gijón. |